# Storhamar HE
A Storhamar Håndball Elite, vagy  egyszerűen csak Storhamar  egy kézilabdacsapat Hamar városában, Norvégiában. Női szakosztályának csapata a norvég élvonalban szerepel. A klubot 1935-ben alapították, mérkőzéseit a 2029 férőhelyes OBOS Arenában játssza. A 2022-23-as szezonban először indulhattak a Bajnokok Ligájában. A Vipers Kristiansand csődje után a norvég bajnokság győztese 2025-ben története során először. Emellett még a klub legkiemelkedőbb eredménye a 2024-ben szerzett norvég kupagyőzelem, illetve az ugyanebben az évben szerzett Európa-liga-győzelem.

## Sikerei
- Norvég bajnokság:
  - bajnok: 2024–25
  - ezüstérmes: 2018–19, 2019–20, 2020–21, 2021–22, 2022–23, 2023–24
  - bronzérmes: 2007–08, 2009–10, 2011–12, 2017–18
- Norvég Kupa-győztes: 2024
  - ezüstérmes: 2018, 2019, 2023/24
  - bronzérmes: 2022/23
- Európa-liga-győztes: 2024

## Játékoskeret

### A 2025-2026-os szezon játékoskerete
| Kapusok - 16 Julie Victoria Nordevall - 30 Eli Marie Raasok (c) - 55 June Krogh Jobbszélsők - 06 Malin Aune - 34 Nora Husom Nordstrand Balszélsők - 07 Ingeborg Storbæk Monné - 10 Kristin Venn Beállók - 20 Pernille Brandenborg - 37 Oda Mastad | Balátlövők - 19 Celina Vatne - 31 Kjerstin Boge Solås Irányítók - 14 Tonje Enkerud - 25 Anniken Obaidli - 29 Ada Aalstad Jobbátlövők - 09 Mathilde Rivas Toft - 15 Elise Skinnehaugen - 33 Sanne Løkka Hagen |

### Változások a 2025-26-os szezont megelőzően
| Érkezők - Celina Vatne (a Molde Elite csapatától) - Sanne Løkka Hagen (a Fredrikstad BK csapatától) - Malin Aune (az Odense Håndbold csapatától) - Elise Skinnehaugen (a Toulon csapatától) - Pernille Brandenborg (a København HB csapatától) | Távozók - Ane Høgseth (az Ikast Håndbold csapatához) (azonnal) - Tina Abdulla (az Odense Håndbold csapatához) - Mia Svele (a Nykøbing Falster HK csapatához) - Anna Klausen Jacobsen (a Gjerpen HK csapatához) - Vilde Amalie Klaussen (a Gjerpen HK csapatához) - Line Ellertsen (a Rapid București csapatához) - Olivia Löfqvist (a Team Esbjerg csapatához) - Mirela Gjikokaj (a Follo HK Damer csapatához) |

## A klub korábbi játékosai
- Ane Høgseth
- Anja Hammerseng
- Betina Riegelhuth
- Emilie Hovden
- Guro Nestaker
- Heidi Løke
- Heidi Tjugum
- Jeanett Kristiansen
- Maja Jakobsen
- Malene Aambakk
- Olivia Lykke Nygaard
- Cassandra Tollbring
- Elinore Johansson
- Moa Fredriksson
- Ann Grete Nørgaard
- Lise Binger
- Aleksandra Zimny
- Mia Zschocke
- Juhász Gabriella
- Simona Szarková
- Alma Hasanić
- Chana Masson